# 涼宮ハルヒの並列
『涼宮ハルヒの並列』（すずみやハルヒのへいれつ）は、涼宮ハルヒシリーズを題材とした、セガから2009年3月26日に発売されたアドベンチャーゲーム。

## 概要
ゲームソフト涼宮ハルヒシリーズの通算4作品目、Wiiでは『涼宮ハルヒの激動』に続く2作目となるゲーム作品である。
本作は豪華客船を舞台としたアドベンチャーゲームであり、キャラクターや背景は全て3Dで表現されており、会話はキョンの独白を含め全編フルボイスとなっている。また、ゲームオリジナルのキャラクターも登場する。
ニンテンドーDS用ソフト『涼宮ハルヒの直列』と世界観が同じくしており、『直列』の後日の話としてこの『並列』へと続いている。また、ディフォルメキャラクター表示や音楽も2作品で共通している。
なお、本作が発表されたのは『直列』よりも後であったが、『直列』の延期により、本作が先駆けて発売することになった。
また、ほぼ同時期に発売された『涼宮ハルヒの激動』（Wii）と『直列』と、今作を含めた3作によるキャンペーン（涼宮ハルヒの連動）も行われた。

## あらすじ
夏休みのある日、町内会の福引でハルヒが無料招待券を引き当て、豪華客船「オーベロン号」のクルーズに参加することになったSOS団の面々。招待券は10枚あるので、野球大会（原作エピソード『涼宮ハルヒの退屈』）でSOS団の助っ人をしたキョンの妹、谷口、国木田、鶴屋さんにも券が配られるが、それでも1枚余ってしまう。ハルヒは港にいた訳ありげな美少女「三栖丸ミコト」に最後の券を渡し、SOS団の見習い団員に任命する。
船内では船のオーナーである美少年「伊集院泰一郎」の花嫁選びコンテストが行われる事になっていた。ミコトが泰一郎の元婚約者だと知ったハルヒは、ミコトを助け、泰一郎をギャフンと言わせるためにSOS団がコンテストで優勝すると宣言するのだが、泰一郎の妨害工作によってコンテストに参加すらできずに一日を終えてしまう。
だがこれは、延々と繰り返される「ループする一日」の始まりに過ぎなかった。ひょんなことから自分たちが同じ1日を繰り返していることに気づいてしまったキョンは、長門の協力で前回のループの記憶を持ち越せるようになる。その記憶を活用して、なんとかループから脱出しようと奮闘するキョンだが、ちょっとしたことで影響を受けるハルヒが原因で、ループはどんどんおかしな方向に変化し、様々な「並列」ループが生まれるのであった。

## システム
会話や場所を調べたり、選択肢を選んでストーリーを進行させていく。キョンがループ現象の中で記憶した行動や手に入れたアイテムが「トピック」として反映され、展開や会話、選択肢が変化していく。
システム上、ループして同じ場面を見る事がどうしても多くなってしまうが、記憶の持ち越しを可能にしてからは同じ場面でもフラグの関係や1度目と2度目、多い時は3度目のループでもセリフの変化や追加がされている場合が多いので、1度だけのプレイでは聞けないセリフや逆に2度と聞けないセリフも多い。
バッドエンドによるループも多いがメッセージスキップはあるもの、同じ場面に到達してやり直すまでに、その道中まで同じ事をやり直す必要があるので、リトライまでかなり長くなってしまう事がある。

### 章仕立て
ストーリーは1〜3章から構成されており、章の内訳でさらに細かく分かれている。第2章にはサブシナリオが用意されているが、特定のサブシナリオはゲームクリアのために必須となる。
第1章
豪華客船に乗船することになったキョンだが、三栖丸ミコトのために花嫁コンテストの参加券を探し、参加しなければならないことになった。途中、妙な違和感から今回の船旅が初めてではないのではないかと疑念を持つ。
第2章
孤軍奮闘編
長門のナノマシンにより前回までの記憶を思い出せたが、立場上の理由からみくるや古泉からは協力を得られなかった。まずは参加券を確実に集め、花嫁コンテスト参加を目指す。
説得編
1人では限界があると悟ったキョンではあったが、みくると古泉は説得に応じてくれない。古泉は証拠を見せれば協力できるというが……。今は証明する術もなく少しでも早くループ脱出を優先するしか無かった。
協力編
古泉にループしている証拠を見せ説得に成功したことで、みくると共にようやく協力を得られる。まずは、ハルヒの明確な願望であろう花嫁コンテストで優勝を目指す。
サブシナリオ
SOS団の活動　その栄光と軌跡
ハルヒが谷口のレンタルしたDVカメラを強引に取り上げ、船内でSOS団のプロモーションビデオを撮ると言い出す。キョンはカメラマン兼雑用係に任命されるが、ハルヒの望む映像が撮れるだろうか？
豪華客船殺人事件
船内で突然、悲鳴が聞こえる。騒がしくなっている操舵室へ向かうと船長が殺されたという。調査に出るSOS団だが、証拠が全く見つからない。そんな中、第2の犠牲者が出てしまう。
マジック・ザ・ギャンブル
カジノで伊集院とポーカー勝負することになったキョン。しかし、全く歯がたたない。ハルヒが代わって勝負を挑むもののやはり完敗だった。伊集院のあまりの強さにハルヒはイカサマをやっているのではと疑う。
鶴屋さんの花婿
なぜか船のオーナーになっている鶴屋さんが花婿コンテストを開催することに。一変した状況に訳がわからないキョンだが、鶴屋さんの望まない婚約を阻止すべく、古泉らと共にコンテストに参加する。
SOS団 空へ
キョンの妹による子供らしい質問が、ハルヒからとんでもない理論を生み出す。そのことがなんと豪華客船を空へ飛びたたせようとしていた。
そして誰もいなくなった、かも
花嫁コンテストの参加券を集めている最中、次々と乗員・乗客が消失していく。古泉や鶴屋さんなど身近な人間もいなくなっていることに気付いたハルヒも、さすがに不安になっていく。
ほのかな恋の物語
病弱なミコトをいつも励ましてくれたメール相手が乗船しているらしく、その人物を探すことになる。だが、顔も分からないうえ、相手の情報があまりに少なかった。そんな中、谷口の様子がどこかおかしかった。

第3章
追跡編
ハルヒはこの船旅で何がしたいのか？とにかくハルヒを追跡し陰ながら不満を解消していくことになる。その結果、この延々と続くループ現象はハルヒだけが原因ではないことが推測されていく。
究明編
ループ現状の原因がハルヒだけでは無いことを立証するため、1日を犠牲にして怪しいと思われた操舵室に長門と共に調査する。
決着編
推測された人物の足取りをつかみ、キョン、長門、みくる、古泉の4人で追いつめる。正体を見せた犯人は不確定因子のキョンの命を狙う。
解決編
ループ現象の一端の原因は解決したものの、ループ現象を引き起こしているハルヒの不満が解消された訳ではなかった。ヒントを得たキョンは勇気を出してハルヒを誘う。

### エキストラモード
いわゆるギャラリーモードであり、SOS団の部室内でSOS団のメンバーに話しかける事により団員の衣装や、プレイ時間が確認できるモード。鶴屋さんもいるが、退出を聞いてくるだけである。
それぞれの項目でキャラクターが感想をしゃべってくれる。部室に入室時のキョンのセリフや長門のセリフは進行度や達成度により変化し、2度と聞けない場合もある。
ハルヒ
MODEL VIEWER（モデルビューア）。登場キャラクターの3Dモデルを確認できる。衣装はプレイ具合により随時レパートリーが追加される。
長門
DATE BASE（データベース）。プレイヤーのプレイ記録をチェックできる。累計ループ数や誰と一番多く話したか、プレイ時間や達成度が確認できる。セリフの変化が最も多い。
みくる
MUSIC PLAYERE（ミュージックプレイヤー）。作中で聞いたことのあるBGMが聴ける。
古泉
EVENT VIEWER（イベントビューア）。作中で見たことのあるムービーが再生できる。ただし、作中の全てのムービーが登録されるわけではない。

## 登場人物
キョン
声：杉田智和
ハルヒにより妹と共に突然呼び出され、いきなり豪華客船に乗り込む事になる。船旅を楽しむはずだったが、そこで出会った三栖丸ミコトを花嫁コンテストで優勝させるというハルヒの願望を実現するため、SOS団メンバーと共に奔走する。だが、初めて乗ったはずの船でなぜか既視感を徐々に覚えていく。相談した長門の指摘によりループ現象が起こっている事を認識するが、それ故に立場上から、みくると古泉からの協力が得られず、ループ脱出のために孤軍奮闘する事になる。
涼宮ハルヒ（すずみや ハルヒ）
声：平野綾
福引で当たった招待券とはいえ、船旅に招待してくれたオーナーの挨拶を聞くため出航セレモニーに参加する。だが、オーナーである伊集院泰一郎の横暴な言動や態度に怒り心頭となる。何としても三栖丸ミコトを花嫁コンテストで優勝させて、伊集院と話をするというミコトの願いを叶えると同時に伊集院に説教をする機会を狙う。豪華客船でやりたい事がいくつかあるようで、そのためループ現象を引き起こしているが、当然ながら当の本人は気付いていない。
長門有希（ながと ゆき）
声：茅原実里
長門は初めからループ現象に気付いていたが、ハルヒの観測が目的であるために、また誰にも「聞かれなかった」事もあり話す事もなかった。しかし、違和感を意識した769回目のキョンからループ脱出のための記憶持ち越しなどの協力願いから、徐々にサポートを開始してくれる。なお、作中で長門が暇さえあれば読んでいる本は『十五少年漂流記』である。
朝比奈みくる（あさひな みくる）
声：後藤邑子
豪華客船の船旅というにも関わらず、ハルヒにより普段と同じメイド服に着替えさせられ、かつメイド服のまま船内を探索させられて人目に付いてしまったりレストラン店員と間違えられるなど結局振り回されてしまう。ループ現象や既視感は指摘されるまで全く気付いていない。
古泉一樹（こいずみ いつき）
声：小野大輔
ハルヒの不満の回避するため花嫁コンテストの参加券探しを手伝っているが、時には強引な手も使う。キョンからループ現象の話を指摘されてもみくる同様全く信じておらず、「証拠」が無い限り協力を頑なに断る。
鶴屋さん（つるやさん）
声：松岡由貴
野球大会のお礼という事で、ハルヒからの招待を受けている。実は伊集院家からも招待状が届いていたが、ハルヒからもらった「庶民枠」のチケットで乗船している。
谷口（たにぐち）
声：白石稔
同じく野球大会のお礼という事で招待を受けた。相変わらず女性目当ての行動をするため、キョンや国木田は辟易している。
国木田（くにきだ）
声：松元恵
やはり野球大会のお礼という事で招待を受けた。ただし、ハルヒには名前をたまに忘れられたりする。基本的には谷口と行動を一緒にしている。
キョンの妹（キョンのいもうと）
声：あおきさやか
ハルヒからもらった乗船券でキョンと乗船する。が、早々に船内を行き先も知れず散策する。出番も多く、何気ない行動が次の展開が繋がったりと割と鍵になっている人物。
三栖丸ミコト（みすまる ミコト）
声：小清水亜美
ゲームオリジナルキャラクター。乗船券を持っておらず、途方に暮れていた所にハルヒが現れ、余ったチケットを渡され一緒に乗船する。ミコトは没落してしまった三栖丸家の令嬢であり伊集院の元・許嫁であった。気品のある女性だが、気が弱く体も弱いせいか咳き込む場面が多々ある。乗船した理由は伊集院と話をするためであったが、事情を知ったハルヒ達と一緒に行動を共にすることになる。
なお、伏線として『涼宮ハルヒの直列』にも関連している。
伊集院泰一郎（いじゅういん たいいちろう）
声：小清水亜美
ゲームオリジナルキャラクター。大金持ちの伊集院家の跡取りであり、今回の舞台、豪華船「オーベロン号」の所有者。プライドが高く傲慢な態度でハルヒたちを「庶民」として見下し、口も達者でハルヒですら言いくるめられてしまう。ミコトの元・許嫁であるが、例外なく冷たい態度をとるため、ハルヒやキョンには嫌われ「ボンボン」と呼称される。今回の船旅の目的は女性を競わせて婚約者を決めるという「花嫁コンテスト」を開催するためである。
ゲームオリジナルキャラクター
- 船長（声：荻野晴朗）
- 船員 （声：前野智昭）
- 男性乗客A（声：佐藤雄大）
- 男性乗客B（声：四宮豪）
- 乗務員（声：中村知子）
- 女性乗客A（声：高本めぐみ）
- 女性乗客B（声：武田華）

## 主題歌
いずれも本作オリジナルの新曲。オープニング主題歌は無い。
「ソノママ JET JUMPER」
作詞：畑亜貴、作曲：村井大、編曲：安藤高弘
歌：平野綾、茅原実里、後藤邑子
エンディングテーマ　その1。第1章、第2章クリア時にスタッフロールと共に流れる。
「アイム・フリーダム」
作詞：畑亜貴、作曲・編曲：虹音
歌：平野綾、茅原実里、後藤邑子
エンディングテーマ　その2。第3章クリア時にスタッフロールと共に流れる。

## 限定版
限定版「超SOS団ヒロインコレクション」には以下の特典が同梱される。フィギュアは作中に登場するコスプレ姿である。
- いとうのいぢ描き下ろし特製パッケージ
- 涼宮ハルヒ パイレーツフィギュア
アイパッチを付けた顔に出来る交換パーツがある。ドクロマークの帽子は脱着可能であり、同サイズのフィギュアに流用可能である。
- 朝比奈みくる エプロンドレスフィギュア
ほうきを持たせるための右腕が交換可能で、ほうきは別パーツになっている。
- 長門有希 宇宙忍者フィギュア
光線銃を持っている右腕付き胴体と交換可能である。光線銃は脱着不可。

## ボーカルミニアルバム
当ゲームと、『涼宮ハルヒの直列』のために新たに制作されたオリジナル楽曲4曲を収録したボーカルミニアルバムが、ランティスより2009年3月25日に発売された。歌は2作品のメインキャラクターの声優を務める平野綾、茅原実里、後藤邑子。